# Mediterraneo (canzone 1940)
Mediterraneo è un brano composto da Vittorio Emanuele Bravetta e musicato da Giuseppe Blanc nel 1940. 
Il brano si presenta come un ipotetico excursus sui possedimenti e le glorie militari dell'Italia nel Mediterraneo e zone circostanti nel corso della sua lunga storia. 
Vengono citate Nizza, Savoia e la Corsica come prezzo della libertà conquistata durante il Risorgimento (le prime due vennero infatti cedute alla Francia con il trattato di Torino (1860), mentre la Corsica venne venduta dai genovesi nel 1754), Malta che viene indicata come baluardo di romanità perché rimasta sempre legata all'Italia per cultura e per storia e Tunisi, "rubata" dai francesi col celebre Schiaffo di Tunisi all'Italia che aveva tentato di stabilirvi una propria colonia. Gli italiani incitano i corsi a ribellarsi (In piedi, fratelli Còrsi!), così come promettono libertà ai maltesi (Di Malta lo strazio grida / nel cuore d'Italia) e soprattutto ai nizzardi, sfruttando il tema di Giuseppe Garibaldi che vi era nato (Noi Ti riconquistiam con Garibaldi, / Nizza, Nizza, col Tuo biondo Marinari). Tutti questi ex possedimenti italiani si trovavano infatti nelle mani dell'Inghilterra o di potenze ad essa alleate, ora in guerra con l'Italia fascista nel secondo conflitto mondiale.
Viene poi citata la vittoria dei romani guidati da Gaio Duilio che con le sue navi vinse la prima guerra punica, auspicando che la marina italiana possa con L'audacia che irrompe e sfonda, schiantare i britannici navigli.